# Roccavivara
Roccavivara é uma comuna italiana da região do Molise, província de Campobasso, com cerca de 954 habitantes. Estende-se por uma área de 20 km², tendo uma densidade populacional de 48 hab/km². Faz fronteira com Castelguidone (CH), Castelmauro, Celenza sul Trigno (CH), Montefalcone nel Sannio, San Giovanni Lipioni (CH), Trivento.

## Demografia
| Variação demográfica do município entre 1861 e 2011                               |
|                                                                                   |
| Fonte: Istituto Nazionale di Statistica (ISTAT) - Elaboração gráfica da Wikipedia |